# Liste der Baudenkmäler in Rennertshofen
Auf dieser Seite sind die Baudenkmäler in dem oberbayerischen Markt Rennertshofen zusammengestellt. Diese Tabelle ist eine Teilliste der Liste der Baudenkmäler in Bayern. Grundlage ist die Bayerische Denkmalliste, die auf Basis des Bayerischen Denkmalschutzgesetzes vom 1. Oktober 1973 erstmals erstellt wurde und seither durch das Bayerische Landesamt für Denkmalpflege geführt wird. Die folgenden Angaben ersetzen nicht die rechtsverbindliche Auskunft der Denkmalschutzbehörde.

## Ensembles

### Ensemble Marktstraße

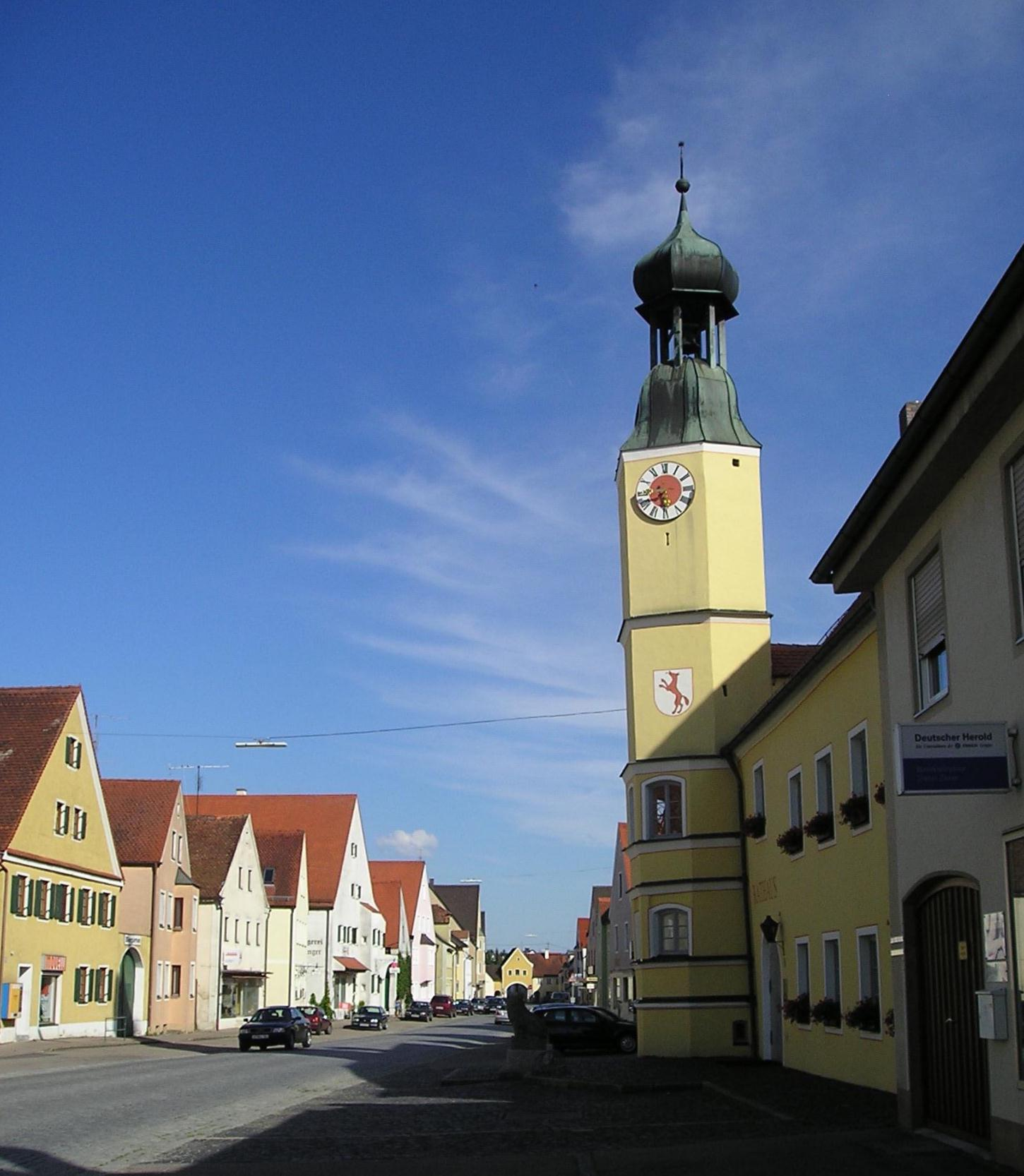
Marktstraße in Rennertshofen

Die ostwestlich gerichtete Marktstraße durchzieht als breite Hauptachse den ehemals befestigten Markt. Von der ehemaligen Befestigung sind die beiden um 1620 errichteten Markttore im Osten und Westen erhalten, die das Ensemble hier jeweils begrenzen.
Aktennummer: E-1-85-153-1

## Baudenkmäler nach Gemeindeteilen

### Rennertshofen
| Lage                                             | Objekt                                                   | Beschreibung | Akten-Nr.      | Bild                                                     |
| ------------------------------------------------ | -------------------------------------------------------- | --- | -------------- | -------------------------------------------------------- |
| Bahnhofstraße (Standort)                         | Ehemaliges Bahnhofsgebäude mit anschließender Güterhalle | langgezogener eingeschossiger Walmdachbau, massiv gebaute Empfangshalle mit vorgezogenem Unterstand, Erker mit Zierhölzern, Güterhalle in Holzkonstruktion über hohem massivem Sockel, mit auskragendem Vordach, um 1916     | D-1-85-153-132 | Ehemaliges Bahnhofsgebäude mit anschließender Güterhalle |
| Bertoldsheimer Straße 2 (Standort)               | Katholische Friedhofskapelle St. Leonhard                | einschiffiger Bau mit Dachreiter, im Kern wohl spätgotisch, um 1633 verändert; mit Ausstattung; Friedhofsmauer, mit historischen Grabdenkmälern des 18. und 19. Jahrhunderts und acht gemauerten Aufbauten, 18. Jahrhundert. | D-1-85-153-1   | Katholische Friedhofskapelle St. Leonhard                |
| Lederergasse 2 (Standort)                        | Wohnhaus                                                 | eingeschossiges Kleinhaus mit Fachwerkgiebel, 18./19. Jahrhundert | D-1-85-153-6   | Wohnhaus                                                 |
| Marktstraße 1 (Standort)                         | Markttor                                                 | sogenanntes Schwedentor, zweigeschossiger Bau mit Steildach, um 1620 | D-1-85-153-7   | Markttor                                                 |
| Marktstraße 6 (Standort)                         | Katholische Pfarrkirche St. Johannes der Täufer          | Saalkirche, Turmoktogon mit Spitzhelm, Turmunterbau 13./14. Jahrhundert, sonst Neubau von Jakob Holl, 1702/19; mit Ausstattung.                                                                                              | D-1-85-153-9   | weitere Bilder                                           |
| Marktstraße 13 (Standort)                        | Ehemaliges Benefiziatenhaus                              | zweigeschossiger Satteldachbau mit Volutengiebel und Kastenerker, 17./18. Jahrhundert | D-1-85-153-14  | Ehemaliges Benefiziatenhaus                              |
| Marktstraße 18 (Standort)                        | Rathaus                                                  | zweigeschossiger Satteldachbau, an der nördlichen Traufseite fünfgeschossiger polygonaler Turm mit Haubendach und Laterne, erste Hälfte 16. Jahrhundert                                                                      | D-1-85-153-16  | Rathaus                                                  |
| Marktstraße 21 (Standort)                        | Wohnhaus                                                 | zweigeschossiger giebelständiger Satteldachbau mit Bodenerker, im Kern 1587 | D-1-85-153-18  | Wohnhaus                                                 |
| Marktstraße 37 (Standort)                        | Wohnhaus mit Ladeneinbau                                 | stattlicher zweigeschossiger Satteldachbau mit Bodenerker, im Kern spätes 17. Jahrhundert | D-1-85-153-105 | Wohnhaus mit Ladeneinbau                                 |
| Marktstraße 39 (Standort)                        | Wohnhaus                                                 | zweigeschossiger Satteldachbau, im Kern wohl 18. Jahrhundert | D-1-85-153-22  | Wohnhaus                                                 |
| Marktstraße 54 (Standort)                        | Markttor                                                 | zweigeschossiger Satteldachbau, um 1620, mit späteren Veränderungen | D-1-85-153-24  | Markttor                                                 |
| Monheimer Straße (Standort)                      | Wegkapelle                                               | Marienkapelle, mit Pilastergliederung und geschweiftem Giebel, 1815; an der Straßengabel Bertoldsheimer-Monheimer Straße | D-1-85-153-3   | Wegkapelle                                               |
| Nähe Industriestraße; Prauneckgasse 4 (Standort) | Marktbefestigung                                         | Westzug, u. a. Reste der Mauer mit Wachturm im Pfarrgarten, Nordzug mit Wehrturm, um 1620 | D-1-85-153-32  | Marktbefestigung                                         |
| Prauneckgasse 1 (Standort)                       | Wohnhaus                                                 | zweigeschossiger Walmdachbau mit Putzgliederung, Tennentor, 18. Jahrhundert | D-1-85-153-26  | Wohnhaus                                                 |
| Prauneckgasse 2 (Standort)                       | Ehemaliges Amtshaus                                      | später Schulhaus, zweigeschossiger Walmdachbau mit reicher Putzgliederung, 17. Jahrhundert, in den Jahren 1686 bis 1701 und zuletzt 1806 umgebaut, Bauinschrift bezeichnet mit dem Jahr 1806                                 | D-1-85-153-27  | weitere Bilder                                           |
| Prauneckgasse 4 (Standort)                       | Katholische Pfarrhaus                                    | zweigeschossiger Steildachbau, Ende 17. Jahrhundert; westlich Pfarrgarten; Reste der Marktbefestigung mit kleinem Turm, siehe Listeneintrag Marktbefestigung                                                                 | D-1-85-153-29  | Katholische Pfarrhaus                                    |
| Torwartgasse 8 (Standort)                        | Wohnhaus                                                 | eingeschossiges Kleinhaus mit Mansardgiebeldach, Anfang 19. Jahrhundert | D-1-85-153-31  | Wohnhaus                                                 |

### Altstetten
| Lage                          | Objekt               | Beschreibung                                           | Akten-Nr.     | Bild                 |
| ----------------------------- | -------------------- | ------------------------------------------------------ | ------------- | -------------------- |
| Spindeltalstraße 5 (Standort) | Kapelle St. Antonius | mit Dachreiter, Mitte 18. Jahrhundert; mit Ausstattung | D-1-85-153-33 | Kapelle St. Antonius |

### Ammerfeld
| Lage                        | Objekt                             | Beschreibung | Akten-Nr.     | Bild                |
| --------------------------- | ---------------------------------- | --- | ------------- | ------------------- |
| Reisweg 10 (Standort)       | Lourdeskapelle                     | Satteldachbau, Ende 19. Jahrhundert, am westlichen Ortsrand | D-1-85-153-39 | Lourdeskapelle      |
| Zum Burgstall 2 (Standort)  | Katholische Pfarrkirche St. Quirin | Saalbau, erbaut 1737/38; mit Ausstattung (siehe auch: Kanzel); ostwärts der Kirche kleiner Friedhofshügel, wohl Platz einer älteren Kirche, 16./17. Jahrhundert; mit Ummauerung | D-1-85-153-34 | weitere Bilder      |
| Zum Burgstall 5 (Standort)  | Pfarrhof                           | Pfarrhaus, zweigeschossiger Steilsatteldachbau, erste Hälfte 18. Jahrhundert; querstehender Stadel, mit Steilsatteldach, 18. Jahrhundert                                        | D-1-85-153-37 | Pfarrhof            |
| Zum Burgstall 14 (Standort) | Ehemaliges Forstamt                | zweigeschossiger Walmdachbau mit eingeschossigem Anbau, zweite Hälfte 18. Jahrhundert                                                                                           | D-1-85-153-36 | Ehemaliges Forstamt |
| Pfaffenberg (Standort)      | Feldkapelle                        | sogenannte Pfisterkapelle, 1842; am Ortsrand Richtung Rennertshofen | D-1-85-153-38 | Feldkapelle         |

### Antoniberg
| Lage                    | Objekt                                      | Beschreibung                                                               | Akten-Nr.     | Bild                                        |
| ----------------------- | ------------------------------------------- | -------------------------------------------------------------------------- | ------------- | ------------------------------------------- |
| Antoniberg 1 (Standort) | Wallfahrtskapelle St. Antonius und St. Anna | Doppelkapelle, 1676 (St. Antonius) und 1790/92 (St. Anna); mit Ausstattung | D-1-85-153-40 | Wallfahrtskapelle St. Antonius und St. Anna |
| Antoniberg 2 (Standort) | Gruftkapelle                                | neugotischer Bau mit Fialentürmchen, 1852/55; mit Ausstattung              | D-1-85-153-41 | Gruftkapelle                                |

### Asbrunn
| Lage                                                         | Objekt                   | Beschreibung                                                          | Akten-Nr.     | Bild                     |
| ------------------------------------------------------------ | ------------------------ | --------------------------------------------------------------------- | ------------- | ------------------------ |
| Asbrunn 5 (Standort)                                         | Kapelle St. Leonhard     | kleiner Satteldachbau, zweite Hälfte 18. Jahrhundert; mit Ausstattung | D-1-85-153-42 | Kapelle St. Leonhard     |
| Ammerfelder Feld (zwischen Asbrunn und Ammerfeld) (Standort) | Feldkapelle St. Wendelin | kleiner Satteldachbau, 18. Jahrhundert; mit Ausstattung               | D-1-85-153-43 | Feldkapelle St. Wendelin |

### Bertoldsheim
| Lage                            | Objekt                                                 | Beschreibung | Akten-Nr.      | Bild                                                   |
| ------------------------------- | ------------------------------------------------------ | --- | -------------- | ------------------------------------------------------ |
| Am Schloßberg 2 (Standort)      | Gasthof Schiele                                        | eingeschossiger breitgelagerter Mansardwalmdachbau mit zweigeschossigem Mittelrisalit und Putzgliederung, Wappentafel mit Inschrift bezeichnet mit dem Jahr 1795 | D-1-85-153-45  | Gasthof Schiele                                        |
| Am Schloßberg 5 (Standort)      | Schloss                                                | zweigeschossige barocke Dreiflügelanlage mit Ehrenhofausbildung nach Norden hin, südlicher Haupttrakt mit dreigeschossigem pilastergegliedertem Mittelrisalit und Mansardwalmdach, von Gabriel de Gabrieli, 1718 bis 30; hohe Schlossmauer im Osten, Süden und Westen, an der Westseite teilerneuert, an der Südwestecke hohe Durchfahrt, 18. Jahrhundert; nördlich Einfriedung mit Portal, 18. Jahrhundert; Schlosspark im Norden und Süden, 18. Jahrhundert. | D-1-85-153-46  | weitere Bilder                                         |
| Am Schloßberg 8 (Standort)      | Ehemaliges Wohnstallhaus der ehemaligen Schloßökonomie | eingeschossiger Bau mit Steildach, Reste von Architekturmalerei, bezeichnet mit dem Jahr 1728 (?) oder 1778 (?); Restbestand der Einfriedungsmauer mit Türdurchgang, inschriftlich bezeichnet mit dem Jahr 1598 (Türsturz). | D-1-85-153-49  | Ehemaliges Wohnstallhaus der ehemaligen Schloßökonomie |
| Burgheimer Straße 30 (Standort) | Kleinbauernhaus                                        | zweigeschossiger Satteldachbau mit Rundbogenfries im Giebel und Putzgliederung, erbaut 1912 | D-1-85-153-51  | Kleinbauernhaus                                        |
| Marxheimer Straße 2 (Standort)  | Katholische Pfarrkirche St. Michael                    | gotische Saalkirche, erste Hälfte 14. Jahrhundert, Wölbung wohl 1522; mit Ausstattung. | D-1-85-153-44  | Katholische Pfarrkirche St. Michael                    |
| Marxheimer Straße 4 (Standort)  | Ehemaliges Bräuhaus und Schlosswirtschaft              | langgestreckter zweigeschossiger Satteldachbau mit gewölbten Räumen der ehemaligen Brauerei im östlichen Teil und gegliedertem Schweifgiebel nach Westen, wohl erste Hälfte 18. Jahrhundert. | D-1-85-153-52  | Ehemaliges Bräuhaus und Schlosswirtschaft              |
| Marxheimer Straße 8 (Standort)  | Bauernhaus                                             | zweigeschossiger Satteldachbau mit polygonalem Eckturm, Giebelgesimsen und Putzgliederung, erste Hälfte 18. Jahrhundert. | D-1-85-153-53  | Bauernhaus                                             |
| Marxheimer Straße 16 (Standort) | Wohnwirtschaftsgebäude                                 | schmaler zweigeschossiger, giebelständiger Satteldachbau, Ziegel- und Bruchsteinmauerwerk, um 1721 (dendrochronologisch datiert) | D-1-85-153-129 | Wohnwirtschaftsgebäude                                 |
| Marxheimer Straße 20 (Standort) | Bauernhaus                                             | eingeschossiger Satteldachbau, 15./16. Jahrhundert | D-1-85-153-108 | Bauernhaus                                             |
| Pfarrgasse 2 (Standort)         | Ehemaliger Pfarrhof                                    | Pfarrhaus, zweigeschossiger stattlicher Bau mit Volutengiebel, 1697; Nebengebäude, eingeschossiger Walmdachbau; Hofmauer | D-1-85-153-54  | Ehemaliger Pfarrhof                                    |
| Schloßstraße (Standort)         | Kapelle St. Antonius                                   | frühneugotischer Zeltdachbau, 18./19. Jahrhundert | D-1-85-153-55  | Kapelle St. Antonius                                   |
| Schloßstraße ()                 | Stelenpaar                                             | frühere Torsituation des Weges vom Schloss zum ehemaligen Monopteros, Naturstein auf verputztem Sockel, um 1800 | D-1-85-153-122 |                                                        |
| Schloßstraße 16 (Standort)      | Ehemaliges Wohnstallhaus                               | ehemaliges Austragshaus, eingeschossiger Satteldachbau, spätes 18. Jahrhundert. | D-1-85-153-109 | Ehemaliges Wohnstallhaus                               |
| Keferloh (Standort)             | Kalkofen                                               | außen kubischer, innen als Brennofen über Kreisgrundriß aufgemauerter Bau aus Kalksteinbrocken, mit Eisenarmierung und Betonsturz über dem Ofenloch, erbaut 1947. | D-1-85-153-104 | BW                                                     |

### Dünsberg
| Lage                | Objekt      | Beschreibung                            | Akten-Nr.     | Bild        |
| ------------------- | ----------- | --------------------------------------- | ------------- | ----------- |
| Dünsberg (Standort) | Feldkapelle | 19./20. Jahrhundert; südlich des Dorfes | D-1-85-153-56 | Feldkapelle |

### Ellenbrunn
| Lage                      | Objekt                              | Beschreibung                                                  | Akten-Nr.     | Bild           |
| ------------------------- | ----------------------------------- | ------------------------------------------------------------- | ------------- | -------------- |
| Ellenstraße 24 (Standort) | Katholische Filialkirche St. Martin | romanische Chorturmanlage, 1711 barockisiert; mit Ausstattung | D-1-85-153-57 | weitere Bilder |

### Emskeim
| Lage                     | Objekt                                | Beschreibung | Akten-Nr.     | Bild                                  |
| ------------------------ | ------------------------------------- | --- | ------------- | ------------------------------------- |
| Jurastraße 15 (Standort) | Katholische Pfarrkirche St. Mauritius | Saalkirche, Turm und Langhaus im Kern spätromanisch, Umbau 1772 mit Turmoberteil, Verlängerung 1891; mit Ausstattung; Friedhofsmauer, aus verputztem Kalkbruchstein, 18./19. Jahrhundert. | D-1-85-153-58 | Katholische Pfarrkirche St. Mauritius |

### Erlbach
| Lage                      | Objekt               | Beschreibung | Akten-Nr.      | Bild                 |
| ------------------------- | -------------------- | --- | -------------- | -------------------- |
| Erlenstraße 10 (Standort) | Kapelle St. Antonius | mit Dachreiter, erbaut 1821; mit Ausstattung                                                                                               | D-1-85-153-61  | Kapelle St. Antonius |
| Erlenstraße 13 (Standort) | Kleinbauernhof       | Wohnstallhaus, erdgeschossiger Satteldachbau mit Stadel, 2. Hälfte 18. Jahrhundert, um 1910 erneuert; Stadel, Pultdachbau, 19. Jahrhundert | D-1-85-153-124 | Kleinbauernhof       |

### Feldmühle
| Lage                   | Objekt             | Beschreibung | Akten-Nr.     | Bild               |
| ---------------------- | ------------------ | --- | ------------- | ------------------ |
| Feldmühle 1 (Standort) | Gutshaus Feldmühle | stattlicher dreigeschossiger Bau mit Mansardwalmdach und westlichem zwei- bzw. eingeschossigem Anbau, neubarock, Anfang 20. Jahrhundert | D-1-85-153-62 | Gutshaus Feldmühle |

### Hatzenhofen
| Lage                       | Objekt                     | Beschreibung | Akten-Nr.      | Bild                       |
| -------------------------- | -------------------------- | --- | -------------- | -------------------------- |
| Egloffstraße (Standort)    | Grenzstein                 | an der Mündung des Sprösselbaches in die Ussel, 16./17. Jahrhundert (hierher versetzt) | D-1-85-153-65  | Grenzstein                 |
| Egloffstraße 12 (Standort) | Kleinbauernhaus (Wohnteil) | eingeschossiger Satteldachbau mit flachem Bodenerker, erste Hälfte 19. Jahrhundert | D-1-85-153-63  | Kleinbauernhaus (Wohnteil) |
| Egloffstraße 21 (Standort) | Wohnhaus                   | ehemaliger Kornspeicher des abgegangenen Schlosses Hatzenhofen, zweigeschossiger giebelständiger Massivbau mit Rustika-Putzgliederung, Südgiebel mit türmchenartigen Bekrönungen, im Giebelfeld modern bezeichnet mit dem Jahr 1591, Erweiterung durch erdgeschossigen Anbau an der westlichen Traufseite, 18./19. Jahrhundert. | D-1-85-153-107 | Wohnhaus                   |
| Kapellenweg (Standort)     | Marienkapelle              | Satteldachbau mit Vorraum, 19./20. Jahrhundert; südlich der Ussel | D-1-85-153-64  | Marienkapelle              |

### Hütting
| Lage                      | Objekt                             | Beschreibung                                                                         | Akten-Nr.     | Bild                 |
| ------------------------- | ---------------------------------- | ------------------------------------------------------------------------------------ | ------------- | -------------------- |
| Schulstraße 10 (Standort) | Kapelle                            | 19./20. Jahrhundert; am Weg zur Burg                                                 | D-1-85-153-68 | Kapelle              |
| Zur Kirche 5 (Standort)   | Ehemaliges Pfarrhaus               | zweigeschossiger steiler Satteldachbau mit profiliertem Traufgesims, 1769            | D-1-85-153-67 | Ehemaliges Pfarrhaus |
| Zur Kirche 7 (Standort)   | Katholische Pfarrkirche St. Sixtus | Saalkirche, zweite Hälfte 17. Jahrhundert, Teilneubau 1789/90; mit Ausstattung.      | D-1-85-153-66 | weitere Bilder       |
| Schachenbug (Standort)    | Burgruine                          | wohl im 11. Jahrhundert erbaut, 1417–1422 zerstört; nordwestlich oberhalb des Dorfes | D-1-85-153-69 | weitere Bilder       |

### Hundertthalermühle
| Lage                               | Objekt          | Beschreibung | Akten-Nr.     | Bild            |
| ---------------------------------- | --------------- | --- | ------------- | --------------- |
| Hatzenhofener Straße 43 (Standort) | Ehemalige Mühle | Hauptgebäude, mit Firstaufsatz und abgewalmtem Anbau nach Osten, im Kern 18. Jahrhundert; Stadel (Nordflügel), im Kern 18. Jahrhundert | D-1-85-153-70 | Ehemalige Mühle |

### Kienberg
| Lage                             | Objekt                        | Beschreibung                                                         | Akten-Nr.     | Bild                          |
| -------------------------------- | ----------------------------- | -------------------------------------------------------------------- | ------------- | ----------------------------- |
| St.-Leonhard-Straße 3 (Standort) | Wallfahrtskirche St. Leonhard | pilastergegliederte Saalkirche mit Dachreiter, 1717; mit Ausstattung | D-1-85-153-71 | Wallfahrtskirche St. Leonhard |

### Mauern
| Lage                                  | Objekt                                    | Beschreibung | Akten-Nr.     | Bild                                      |
| ------------------------------------- | ----------------------------------------- | --- | ------------- | ----------------------------------------- |
| Römerstraße (am Dorfplatz) (Standort) | Heiligenfigur                             | Hl. Johann Nepomuk, Stein, bezeichnet mit dem Jahr 1740 | D-1-85-153-75 | Heiligenfigur                             |
| Römerstraße 11 (Standort)             | Katholische Pfarrkirche Mariä Himmelfahrt | Saalkirche, Turmunterbau 13. Jahrhundert, Chor Ende 14. Jahrhundert, Langhaus und Turmaufsatz 1734; mit Ausstattung; Friedhofsmauer, mit Aufbauten, wohl 18. Jahrhundert.   | D-1-85-153-72 | Katholische Pfarrkirche Mariä Himmelfahrt |
| Römerstraße 14 (Standort)             | Ehemaliger Pfarrhof                       | Pfarrhaus, zweigeschossiger Satteldachbau mit zweigeschossigem Bodenerker und Putzgliederung, 1674; östlich eingeschossiger Anbau, um 1800; Pavillon mit Zeltdach, um 1800. | D-1-85-153-74 | Ehemaliger Pfarrhof                       |
| Ziegeleiweg 1 (Standort)              | Kriegergedächtniskapelle                  | bezeichnet mit dem Jahr 1921; an der Straße Rennertshofen–Hütting. | D-1-85-153-76 | Kriegergedächtniskapelle                  |

### Riedensheim
| Lage                        | Objekt                               | Beschreibung                                                                                         | Akten-Nr.     | Bild                                 |
| --------------------------- | ------------------------------------ | --- | ------------- | ------------------------------------ |
| Auenstraße 11 (Standort)    | Ehemaliges Amtshaus                  | eingeschossiges Satteldachhaus mit Stubenerker, 16./17. Jahrhundert                                  | D-1-85-153-78 | Ehemaliges Amtshaus                  |
| Kirchplatz 1, 3 (Standort)  | Katholische Filialkirche St. Stephan | Saalkirche, Chorturmkirche des 14. Jahrhunderts, Anfang 18. Jahrhundert umgestaltet; mit Ausstattung | D-1-85-153-77 | Katholische Filialkirche St. Stephan |
| Molsterstraße 18 (Standort) | Kleinhaus                            | Untergeschoss mit gewölbtem Keller mit Quellfassung, 16./17. Jahrhundert.                            | D-1-85-153-79 | Kleinhaus                            |

### Rohrbach
| Lage                        | Objekt                                | Beschreibung | Akten-Nr.     | Bild                                  |
| --------------------------- | ------------------------------------- | --- | ------------- | ------------------------------------- |
| Emskeimer Weg (Standort)    | Wegkapelle                            | 1842; mit Ausstattung; am Nordwest-Ausgang des Dorfes                                                                                                   | D-1-85-153-82 | Wegkapelle                            |
| Herleinstraße 30 (Standort) | Katholische Pfarrkirche St. Katharina | Chorturmkirche, Saalkirche, 1595, Ende 17. Jahrhundert Barockisierung des Inneren, Erweiterung des Schiffes 1856/57, Turmkern um 1300; mit Ausstattung. | D-1-85-153-80 | Katholische Pfarrkirche St. Katharina |
| Herleinstraße 32 (Standort) | Ehemaliger Pfarrhof                   | Pfarrhaus, zweigeschossiger Schopfwalmdachbau mit Putzgliederung, um 1800; Ökonomiegebäude, eingeschossiger Schopfwalmdachbau, um 1800.                 | D-1-85-153-81 | Ehemaliger Pfarrhof                   |

### Siglohe
| Lage                                                  | Objekt            | Beschreibung                                           | Akten-Nr.     | Bild              |
| ----------------------------------------------------- | ----------------- | ------------------------------------------------------ | ------------- | ----------------- |
| Siglohe 4 (Standort)                                  | Kapelle St. Maria | mit Dachreiter, Mitte 18. Jahrhundert; mit Ausstattung | D-1-85-153-83 | Kapelle St. Maria |
| Am Heimberger Forst (östlich des Hofgutes) (Standort) | Waldkapelle       | zweite Hälfte 18. Jahrhundert                          | D-1-85-153-84 | Waldkapelle       |

### Stepperg
| Lage                                | Objekt                                             | Beschreibung | Akten-Nr.     | Bild                                               |
| ----------------------------------- | -------------------------------------------------- | --- | ------------- | -------------------------------------------------- |
| Am Schloß 1 (Standort)              | Schloss                                            | nach Westen offene Dreiflügelanlage, dreigeschossiger Hauptbau mit Halbwalmdach, zweigeschossige Flügelbauten mit Walmdach und Turm, südlicher Trakt mit eingeschossigem Anbau, Hauptbau im Kern letztes Viertel 16. Jahrhundert, Flügelbauten 1806, Umbau 1907 von Gabriel von Seidl; Schlosspark, mit Hermesskulptur von Ludwig Schwanthaler, 18./19. Jahrhundert; Parkmauer, westlich Einfriedung mit Portal und Eisengitter, 18./19. | D-1-85-153-86 | weitere Bilder                                     |
| Am Schloß 1 (Standort)              | Wohnhaus                                           | zweigeschossiger Halbwalmdachbau, 18./19. Jahrhundert; nördlich am Schloß; Hofmauer, 18./19. Jahrhundert | D-1-85-153-89 | Wohnhaus                                           |
| Am Schloß 2, 4 (Standort)           | Ehemalige Schlossökonomie                          | Doppelhaus, zweigeschossiger Walmdachbau mit Putzgliederung und Eckpilastern, mit südlichen und nördlichen eingeschossigen Anbauten, Kartusche am Hauptbau bezeichnet mit dem Jahr 1805; nordöstlich Wirtschaftshof, hakenförmig, 19. Jahrhundert. | D-1-85-153-88 | Ehemalige Schlossökonomie                          |
| Am Schloß 6 (Standort)              | Katholische Pfarrkirche St. Michael                | Saalkirche, Gabriel von Seidl, an der Decke (Stuck) bezeichnet mit dem Jahr 1906, Turm 1731; mit Ausstattung; mit Friedhofs- und Terrassenmauer, wohl gleichzeitig. | D-1-85-153-85 | weitere Bilder                                     |
| Antonibergstraße 7 (Standort)       | Wohnhaus                                           | eingeschossig mit Mansard-Halbwalmdach, zweite Hälfte 18. Jahrhundert; Ökonomietrakt, Satteldachbau mit Tennentor, 18./19. Jahrhundert. | D-1-85-153-90 | Wohnhaus                                           |
| Antonibergstraße 10 (Standort)      | Wohnhaus                                           | eingeschossiges Kleinhaus mit Satteldach, Mitte 19. Jahrhundert | D-1-85-153-91 | Wohnhaus                                           |
| Antonibergstraße 16 (Standort)      | Ehemaliges Schulhaus                               | zweigeschossiger Bau mit flachem Walmdach und Mezzaningeschoß, Fassadengliederung in Formen der Neurenaissance, 1891 | D-1-85-153-92 | Ehemaliges Schulhaus                               |
| Antonibergstraße 20 (Standort)      | Nebengebäude                                       | eingeschossiger Satteldachbau mit zwei Rundbogenarkaden über vier Rundsäulen mit profilierten Kapitellen, (später eingebaut) 18./19. Jahrhundert. | D-1-85-153-94 | Nebengebäude                                       |
| Antonibergstraße 24 (Standort)      | Ehemaliger Pfarrhof                                | Pfarrhaus, zweigeschossig, mit Steilsatteldach, 1735; Pfarrstadel, eingeschossiger Satteldachbau 18. Jahrhundert, erneuert; Gartenmauer und Pavillon mit Zierfachwerk, 18. Jahrhundert. | D-1-85-153-95 | Ehemaliger Pfarrhof                                |
| Rennertshofener Straße 1 (Standort) | Ehemaliges Gasthaus mit ehemaligem Rinderstallteil | sogenannter Muschlerhof, zweigeschossiger Bau mit Steilsatteldach, an der Nordseite Bodenerker, errichtet 1868, westlicher Stalltrakt 1904 aufgestockt; zugehörig Kegelbahn mit Zwicktaschendach, 1874; ehemaliger Stadel und Remise, breiter Satteldachbau mit zwei Toreinfahrten, Zwicktaschendach, 1868, 1892 Erweiterung um Keller und Stall.                                                                                        | D-1-85-153-96 | Ehemaliges Gasthaus mit ehemaligem Rinderstallteil |
| Rennertshofener Straße 8 (Standort) | Ehemaliges Forsthaus                               | zweigeschossiger Walmdachbau mit eingeschossigem nördlichen Anbau, wohl erste Hälfte 19. Jahrhundert | D-1-85-153-97 | Ehemaliges Forsthaus                               |
| Usselstraße 5 (Standort)            | Kleinbauernhaus                                    | eingeschossiger Satteldachbau, Mitte 19. Jahrhundert; schmales, einachsiges Nebengebäude, 19. Jahrhundert | D-1-85-153-98 | Kleinbauernhaus                                    |

### Treidelheim
| Lage                     | Objekt                             | Beschreibung                                                                                        | Akten-Nr.     | Bild           |
| ------------------------ | ---------------------------------- | --------------------------------------------------------------------------------------------------- | ------------- | -------------- |
| Kapellenweg 5 (Standort) | Katholische Filialkirche St. Vitus | kleine Saalkirche mit Dachreiter, im Kern spätromanisch, um 1640 wiederhergestellt; mit Ausstattung | D-1-85-153-99 | weitere Bilder |

### Trugenhofen
| Lage                        | Objekt                             | Beschreibung | Akten-Nr.      | Bild                 |
| --------------------------- | ---------------------------------- | --- | -------------- | -------------------- |
| Ringstraße 2 (Standort)     | Katholische Pfarrkirche St. Petrus | Saalkirche, im Kern spätromanische Chorturmkirche, um 1489 und 1752/53 verändert und 1903 verlängert, Turmerhöhung 1585; mit Ausstattung; Friedhofsmauer, mit Aufbauten. | D-1-85-153-100 | weitere Bilder       |
| Usseltalstraße 1 (Standort) | Ehemalige Mühle                    | Mühlen- und Wohnbau, zweigeschossiger Satteldachbau mit profiliertem Giebeldreieck und gemauertem Ortgang, um 1700, östlich angebaut ehemaliges Austragshaus, Backsteinbau mit Giebelrisalit, 19. Jahrhundert; Stadel, eingeschossiger Satteldachbau aus Bruchsteinmauerwerk, giebelseitig mit barocker, pilastergegliederter Hofkapelle, um 1700; nordöstlich ehemaliges Stall und Remise, Mischmauerwerk, Obergeschoss aus Backstein, 1857. | D-1-85-153-101 | Ehemalige Mühle      |
| Usseltalstraße 6 (Standort) | Ehemaliges Pfarrhaus               | langgestreckter zweigeschossiger Satteldachbau, zweite Hälfte 18. Jahrhundert | D-1-85-153-103 | Ehemaliges Pfarrhaus |
| Usseltalstraße 8 (Standort) | Ehemaliges Schulhaus               | zweigeschossiger Walmdachbau, bezeichnet mit dem Jahr 1913 | D-1-85-153-102 | Ehemaliges Schulhaus |

## Ehemalige Baudenkmäler
In diesem Abschnitt sind Objekte aufgeführt, die früher einmal in der Denkmalliste eingetragen waren, jetzt aber nicht mehr. Objekte, die in anderem Zusammenhang – also z. B. als Teil eines Baudenkmals – weiter eingetragen sind, sollen hier nicht aufgeführt werden. Aktennummern in diesem Abschnitt sind ehemalige, jetzt nicht mehr gültige Aktennummern.

| Lage                                    | Objekt               | Beschreibung                                                        | Akten-Nr.     | Bild                 |
| --------------------------------------- | -------------------- | ------------------------------------------------------------------- | ------------- | -------------------- |
| Rennertshofen Marktstraße 10 (Standort) | Wohnhaus             | freistehender zweigeschossiger Walmdachbau mit Putzgliederung, 1708 | D-1-85-153-12 | Wohnhaus             |
| Emskeim Jurastraße 23 (Standort)        | Ehemaliges Pfarrhaus | zweigeschossiger Satteldachbau mit profiliertem Gesims, erbaut 1860 | D-1-85-153-60 | Ehemaliges Pfarrhaus |